# Доњи Ваганац
Доњи Ваганац је насељено мјесто у источној Лици, у општини Плитвичка Језера, Личко-сењска жупанија, Република Хрватска.

## Географија
Доњи Ваганац је удаљен око 25 км сјеверно од Коренице.

## Историја
Доњи Ваганац се од распада Југославије до августа 1995. године налазио у Републици Српској Крајини. До територијалне реорганизације у Хрватској насеље се налазило у саставу бивше велике општине Кореница.

## Становништво
Према попису из 1991. године, насеље Доњи Ваганац је имало 184 становника. Према попису становништва из 2001. године, Доњи Ваганац је имао 47 становника. Према попису становништва из 2011. године, насеље Доњи Ваганац је имало 61 становника.
| Демографија | Демографија | Демографија |
| Година      | Становника  | Становника  |
| ----------- | ----------- | ----------- |
| 1948.       | 156         |             |
| 1953.       | 284         |             |
| 1961.       | 267         |             |
| 1971.       | 258         |             |
| 1981.       | 233         |             |
| 1991.       | 184         |             |
| 2001.       | 47          |             |
| 2011.       |             | 61          |